# 克斯·布鲁克曼
克斯·布鲁克曼（荷蘭語：Kees Broekman，1927年7月2日—1992年11月8日），荷兰男子速度滑冰运动员。他曾代表荷兰参加1948年、1952年、1956年和1960年冬季奥林匹克运动会速度滑冰比赛，获得二枚银牌。